# Huitzotlaco
Huitzotlaco es una localidad de México perteneciente al municipio de Atlapexco en el estado de Hidalgo.

## Toponimia
Del náhuatl: Huitzo, espinoso, tla, colectivo, co, lugar. Lugar de Espinales.

## Geografía
A la localidad le corresponden las coordenadas geográficas 21° 02’ 22.905” de latitud norte y 98° 22’ 36.908” de longitud oeste, con una altitud de 169 m s. n. m. Cuenta con un clima semicálido húmedo con lluvias todo el año.
En cuanto a fisiografía se encuentra dentro de la provincia de la Sierra Madre Oriental dentro de la subprovincia de Carso Huasteco; su terreno es de Sierra y lomerío. En lo que respecta a la hidrografía se encuentra posicionado en la región Panuco, dentro de la cuenca del río Moctezuma, en la subcuenca del río Los Hules.

## Demografía
En 2020 registró una población de 655 personas, lo que corresponde al 3.31 % de la población municipal. De los cuales 320 son hombres y 335 son mujeres. Tiene 170 viviendas particulares habitadas.
| Gráfica de evolución demográfica de Huitzotlaco entre 1910 y 2020                            |
|                                                                                              |
| Población de los censos y conteos del Instituto Nacional de Estadística y Geografía (INEGI). |

## Economía
La localidad tiene un grado de marginación alto y un grado de rezago social bajo.